# Keleti szláv nyelvek
A keleti szláv nyelvek a nyugati szláv és a déli szláv mellett a szláv nyelvek három alcsoportjának egyike, a beszélők száma alapján a legnagyobb. Főként Kelet-Európában beszélik ezeket a nyelveket.
Annak ellenére, hogy nagy területen helyezkednek el az ezen nyelveket beszélő népcsoportok, a nyelvek nagyban hasonlítanak egymásra, és a határterületeken kialakult nyelvjárásaik átmenetet képeznek a nyelvek közt.
Jelenleg a lent felsorolt keleti szláv nyelvek mindegyikét külön nyelvként tartják számon, de a 19. században az ukrán és a belorusz nyelvet az orosz (nagyorosz) egy-egy nyelvjárásaként tartották számon, és kisorosznak, illetve fehérorosznak hívták őket.
Mindegyik nyelv a cirill ábécét használja, módosításokkal.
- Ukrán
- Orosz
- Belarusz
- Ruszin
- Kárpátaljai ruszin
- Ó-keleti-szláv†(wd)
- Ó-novgorodi nyelvjárás†
- Rutén†